# 九龍巴士4A線
九龍巴士4A線是香港九龍的一條已停駛巴士路線。

## 歷史
- 1956年11月1日，配合大坑東邨入伙，路線投入服務。
- 1960年1月，全線改派雙層巴士行走。
- 1967年，因六七暴動，路線暫停服務至10月28日。
- 1970年7月1日，九巴取消分段收費。
- 1982年2月24日，配合大坑東邨重建工程，大坑東總站由大坑東道遷往棠蔭街。
- 1984年9月19日，大坑東總站由棠蔭街遷往大坑東道的新總站。
- 1996年7月28日，路線永久停駛，並由九巴2C線改為循環線取代。

## 行車路線
- 由佐敦道碼頭開出：佐敦道，廣東道，眾坊街，新填地街，旺角道，洗衣街，太子道西，通菜街，界限街，大坑東道
- 由大坑東開出：大坑東道，界限街，勵德街，太子道西，荔枝角道，上海街，佐敦道